# Katie Aselton
Katie Aselton, född 1 oktober 1978 i Milbridge i Maine, är en amerikansk skådespelerska, filmregissör och producent. Hon har bland annat spelat rollen som Jenny i FX-serien The League, och Amy i de två första säsongerna av Marvel Comics/X-Men-serien Legion. Hon har också regisserat skräckfilmen Black Rock från 2012, där hon även spelar rollen som karaktären Abby.
Aselton är gift med skådespelaren Mark Duplass, med vilken hon har två döttrar, födda 2007, respektive 2012. Maken har även varit delaktig som manusförfattare i hennes skräckfilm Black Rock.

## Filmografi (i urval)

### Filmer
| - 2010 – Cyrus - 2011 – Our Idiot Brother - 2011 – Jeff, Who Lives at Home - 2012 – Black Rock - 2014 – Creep - 2015 – The Sea of Trees - 2015 – The Gift - 2017 – Fun Mom Dinner - 2017 – Father Figures | - 2018 – Book Club - 2019 – The Tomorrow Man - 2019 – The Devil Has a Name - 2019 – Synchronic - 2019 – Bombshell – När tystnaden bryts - 2020 – She Dies Tomorrow - 2021 – Silk Road - 2021 – The Unholy - 2023 – Old Dads |

### TV-serier
- 2001 – Undressed (TV-serie)
- 2009 – The Office (TV-serie)
- 2009–2015 – The League (TV-serie)
- 2014 – Revolution (TV-serie)
- 2015 – Weird Loners (TV-serie)
- 2016 – Animals (TV-serie)
- 2016 – Togetherness (TV-serie)
- 2016 – Casual (TV-serie)
- 2017–2018 – Legion (TV-serie)
- 2017 – Curb Your Enthusiasm (TV-serie)
- 2019 – Veep (TV-serie)
- 2021 – The Morning Show (TV-serie)